# 亚洲国际大酒店 (广州)
亚洲国际大酒店位于中国广州市环市东路326号之一，是一间五星级酒店。
于1995年动工，1998年落成，2002年1月开业。楼高180米，主楼29层、裙楼8层、塔楼7层，楼面面积11.2万平方米，有客房442间，内设：商场、餐厅、健身室、写字楼、会所、旋塔餐厅等。